# Eclectic
Eclectic ist ein Ort im Elmore County im US-Bundesstaat Alabama mit einer Gesamtfläche von 11,1 km². Das U.S. Census Bureau hat bei der Volkszählung 2020 eine Einwohnerzahl von 1.193 ermittelt.

## Demographie
Bei der Volkszählung aus dem Jahr 2000 hatte Eclectic 1037 Einwohner, die sich auf 409 Haushalte und 280 Familien verteilten. Die  Bevölkerungsdichte betrug somit 94,4 Einwohner/km². 78,11 % der Bevölkerung waren weiß, 19,19 % afroamerikanisch. In 33,3 % der Haushalte  lebten Kinder unter 18 Jahren. Das Durchschnittseinkommen betrug 30.906 Dollar pro Haushalt, wobei 25,5 % der Bevölkerung unterhalb der Armutsgrenze lebten.
2020 hatte Eclectic 1193 Einwohner.